# Sandis Dzenītis
Sandis Dzenītis (* 24. Mai 2001) ist ein lettischer Leichtathlet, der sich auf den Weit- und Dreisprung spezialisiert hat.

## Sportliche Laufbahn
Erste internationale Erfahrungen sammelte Sandis Dzenītis im Jahr 2023, als er bei der 2. Liga der Team-Europameisterschaft im Zuge der Europaspiele in Chorzów mit 7,23 m den zwölften Platz im Weitsprung belegte und im Dreisprung mit 15,55 m auf den fünften Platz gelangte. Anschließend belegte er bei den U23-Europameisterschaften in Espoo mit 16,00 m den fünften Platz im Dreisprung. Im Jahr darauf verpasste er bei den Europameisterschaften in Rom mit 15,45 m den Finaleinzug im Dreisprung. 2025 wurde er bei der 2. Liga der Team-Europameisterschaft in Maribor mit 15,65 m Siebter, ehe er bei den World University Games in Bochum mit 15,68 m den Finaleinzug im Dreisprung verpasste.
In den Jahren 2020 und 2021 wurde Dzenītis lettischer Meister im Weitsprung sowie 2023 und 2024 im Dreisprung. Zudem wurde er 2022, 2023 und 2025 Hallenmeister im Dreisprung sowie 2023 auch im Weitsprung.

## Persönliche Bestleistungen
- Weitsprung: 7,32 m (+1,3 m/s), 6. Juli 2024 in Valmiera
- Dreisprung: 16,00 m (+0,8 m/s), 15. Juli 2023 in Espoo